# مقاطعة قشم
مقاطعة قشم (بالفارسیه : شهرستان قشم) ( في محافظة هرمزكان في إيران . عاصمتها مدينة قشم . قشم هي منطقة تجارة حرة ولديها إمكانات جيدة للأعمال التجارية.

## تاريخ
بعد التعداد الوطني لعام 2016، تم رفع مستوى قريتي لافت  ورمكان  إلى مستوى المدينة.
في عام 2017، انفصلت قسم لارك الريفية عن ناحیه شهاب للانضمام إلى الناحیه المركزية . في عام 2017، تم فصل قسم دولاب الريفية و قسم سلخ اعن ناحیه شهاب لتشكيل ناحیه حرا . في عام 2019، تم فصل ناحیه هرمز عن المقاطعة للانضمام إلى مقاطعة بندر عباس .

## التركيبة السكانية

### سكان
في وقت تعداد عام 2006، بلغ عدد سكان المقاطعة 103,881 نسمة في 22,642 أسرة. وأحصى التعداد السكاني التالي في عام 2011 عدد السكان 117,774 نسمة في 28,798 أسرة. أجرى تعداد عام 2016 قياسًا لعدد سكان المقاطعة حيث بلغ 148.993 نسمة في 40.506 أسرة.

### التقسيمات الإدارية
يوضح الجدول التالي تاريخ سكان مقاطعة قشم والبنية الإدارية على مدى ثلاثة إحصاءات متتالية.
[10]	2011[11]	2016[2]
الناحية المركزية (مقاطعة قشم)	68,070	78,369	104,955
```
قسم حومه الريفيه
 	22,141	26,106	25,617
```

قسم لارک الريفية
```
قسم رمکان الريفية
 	13,472	14,994	24,135
```

دركهان (مدينه)	7,996	8,667	14,525
لافت (مدينه)[b]
قشم (مدینه)	24,461	28,602	40,678
رمكان (مدينه)
ناحيه حرا
قسم دولاب الريفية
قسم سلخ الريفية
```
نم
```

[e]	5,699	5,867	5,891
هرمز (مدينه)	5,699	5,867	5,891
ناحیه شهاب 	30,112	33,538	38,115
قسم دولاب الريفية 	8,643	9,792	10,591
قسم هنجام الريفية 	475	417	521
قسم لارك الريفية 	466	473	421
قسم سلخ الريفية 	10,598	11,846	13,901
قسم سوزا الريفية 	5,450	6,298	6,974
سوزا(مدينه)	4,480	4,712	5,707
مجموع	103,881	117,774	148,993